# A Grounding in Numbers
Albums de Van der Graaf Generator
Trisector
(2008) ALT
(2012)
A Grounding in Numbers est un album studio du groupe de rock progressif britannique Van der Graaf Generator. Il est sorti le 14 mars 2011.

## Titres
Toutes les chansons ont été écrites par Hugh Banton, Guy Evans et Peter Hammill.
1. Your Time Starts Now – 4:14
2. Mathematics – 3:38
3. Highly Strung – 3:36
4. Red Baron (instrumental) – 2:23
5. Bunsho – 5:02
6. Snake Oil – 5:20
7. Splink (instrumental) – 2:37
8. Embarrassing Kid – 3:06
9. Medusa – 2:12
10. Mr. Sands – 5:22
11. Smoke – 2:30
12. 5533 – 2:42
13. All Over the Place – 6:03

## Musiciens
- Peter Hammill – chant, piano, guitare électrique, basse sur Splink
- Hugh Banton – orgue, basse, basse 10 cordes, clavecin, piano, glockenspiel, guitare sur Smoke
- Guy Evans – batterie, percussions, guitare sur 5533

## Production
- Van Der Graaf : Production
- Hugh Padgham : Mix
- Mark Ellis : Ingénieur
- César Gimino Lavin : Ingénieur additionnel, Pro Tools
- Scott Knapper : Technicien, assistant studio
- Tim Young : Mastering
- Gail Colson : Management
- Mark Powell : Coordinateur
- Vicky Powell : Coordinateur additionnel